# Bernardo VII de Lippe
Bernardo VII de Lippe (4 de diciembre de 1428 - 2 de abril de 1511) fue el gobernador del Señorío de Lippe desde 1429 hasta 1511 (casi 82 años). Debido a las frecuentes luchas feudales en las que se vio envuelto se le apodó el Belicoso. Su duración en el cargo es la más larga habida de la historia de Europa.

## Biografía
Era el hijo mayor de Simón IV de Lippe y su esposa, Margarita de Brunswick-Grubenhagen. Heredó Lippe en 1429, antes de su primer cumpleaños. Permaneció bajo la regencia y la tutela de su tío Otto. Después de que Otto muriera en 1446, su tío abuelo, el arzobispo Dietrich II de Colonia, fue nombrado regente. Dietrich estaba representado en Lippe por su Amtmann, Johann Möllenbeck.
En 1444, Bernard VII concluyó un tratado con el duque Adolfo I de Cleves-Mark, por el cual cedió a Adolfo una participación del 50% de la ciudad de Lippstadt, que había sido hipotecada a Cleves (Cléveris). Al mismo tiempo, se alió con el Feudo de Soest contra el arzobispo Dietrich II de Colonia. En 1447, Dietrich llamó a un ejército bohemio, que devastó el condado en Lippe y arrasó la ciudad de Blomberg. Los bohemios también sitiaron las ciudades de Lippstadt y Soest, pero no tuvieron éxito.
Una vez que la disputa había sido resuelta en 1449, Bernardo se instaló en el castillo de Blomberg. En 1468, se trasladó a Detmold, que en ese momento era la ciudad más pequeña de Lippe, con solo 350 habitantes. Agrandó el castillo de Detmold; Una inscripción en la antigua torre del castillo recuerda esto (1470).
Se vio envuelto en varias luchas contra sus enemigos, con alianzas cambiantes. En 1469, apoyó a Luis II, Landgrave del Bajo Hesse contra su hermano Enrique III, Landgrave del Alto Hesse. Por otro lado, en 1464, apoyó a su propio hermano, el Príncipe-Obispo Simon III de Paderborn contra Luis II del Bajo Hesse cuando lucharon en el feudo de Hesse-Paderborn por el Castillo de Calenberg.

## Familia
Por su matrimonio con Ana (h. 1435- 23 de septiembre de 1495), la hija del conde Otto II de Holstein-Schauenburg, tuvo siete hijos:
- Ana (h.1450-† 27 de diciembre de 1533 ), casada sucesivamente con:
  1. Otto VI, Conde de Hoya (h. 1451-1497)
  2. Juan II, Conde de Nassau-Beilstein (h. 1470 - † 1513)
- Margarita (h. 1452- 3 de abril de 1527), casada con Juan I, Conde de Rietberg († 1516)
- Isabel (h. 1460-† h. 1527), casada sucesivamente con:
  1. Juan  II, Conde de Spiegelberg († 1480)
  2. Rodolfo VII, Conde de Diepholz († 1510)
- Ermengarda († 24 de agosto de 1524), casada con Jobst I, Conde de Hoya (1466–1507)
- Simón V de Lippe (1471-1536), casado sucesivamente con:
  1. Walburga de Bronkhorst
  2. Magdalena de Mansfield-Mittelort
- Bernardo († 1533)
- Ágata